# Marrella splendens
Marrella splendens és una espècie d'artròpode conegut a partir de la seva troballa al jaciment dels esquists de Burgess, a la Colúmbia Britànica, del Cambrià mitjà. Les seves restes fòssils són les més comunes del jaciment de Burguess Shale.